# 志丹県
志丹県（したん-けん）は、中華人民共和国陝西省延安市に位置する県。かつては保安県という名称だったが、同県出身の劉志丹が1936年に戦死し、彼の業績を称えて改称された。志丹県のような「革命烈士」にちなむ地名には他に子洲県、子長市、左権県、黄驊市、靖宇県、尚志市がある。

## 行政区画
- 街道:保安街道
- 鎮:杏河鎮、順寧鎮、旦八鎮、金丁鎮、永寧鎮、義正鎮、双河鎮